# 申维斯
申维斯是奥地利蒂罗尔州兰德克县的一个市镇。总面积31.329平方公里，总人口1710人，人口密度54.6人/平方公里（2005年）。